# Max Brunner (Maler)
Max Brunner (* 19. März 1910 in Solothurn; † 20. März 2007 in Hasle bei Burgdorf, heimatberechtigt in Berikon (AG)) war ein Schweizer Maler, der vorwiegend für seine Glasmalereiarbeiten bekannt wurde.

## Leben
Max Brunner verlor seinen Vater, einen Spengler, durch eine Grippeepidemie im Jahr 1918. Max Brunner besuchte von 1926 bis 1930 das Lehrerseminar in Solothurn, von 1931 bis 1969 war er Primarlehrer in Unterramsern SO, wo er bis 1992 auch lebte. 1930 besuchte er für kurze Zeit die Akademie Colarossi. Er heiratete 1934 Martha Bisegger, mit der er fünf Kinder hatte. Auf der Hochzeitsreise nach Paris lernte er 1934 auch die Kathedrale von Chartres kennen, deren Glasfenster ihn beeindruckten. Nach seiner Rückkehr reichte er in einem Wettbewerb für die Kirche des Nachbarortes Messen SO einen Entwurf für neue Glasfenster ein, der zu seiner Überraschung ausgewählt wurde. In Zusammenarbeit mit dem Glasatelier Halter aus Bern entstand eine Darstellung der Auferstehung Christi.
Erst nach seiner Pensionierung im Jahr 1969 wurde er künstlerisch stärker aktiv, er schuf Mosaiken, Fresken, Sgraffiti, Tapisserien sowie Bilder in Öl und Wasserfarben. Die künstlerische Technik brachte er sich weitgehend selbst bei. Im Laufe der Zeit schuf er für etwa 30 Kirchen in den Kantonen Bern und Solothurn Fenster in Glas-Blei und in Glas-Beton-Technik, auch für die Friedhofskapelle in Hasle bei Burgdorf, seinem späteren Lebensmittelpunkt. Auch Standesscheiben in verschiedenen Rathäusern stammen von ihm.
Er stellte Entwürfe für die Ausstellungen Landi 1939 und für die Expo 2000 vor, für die Expo 1964 gestaltete er den Auftritt für Solothurn. Er gehörte zu den Mitbegründern des in Solothurn befindlichen Künstlerhauses S11, wo mehrfach Ausstellungen seiner Werke gezeigt wurden.
Anlässlich seines 100. Geburtstages wurden einige seiner Werke in der Galerie Zürcher Stalder in Lyssach gezeigt.